# Escuela de Submarinos
La Escuela de Submarinos es un centro de formación perteneciente a la Armada Española. Tiene como misión la de preparar a los oficiales y dotaciones de los submarinos pertenecientes a la Flota. Se encuentra dentro la Base de Submarinos, en el Arsenal de Cartagena, en Cartagena.

## Historia
En el año 1908 se da la "Ley de Escuadra" que pretende reorganizar la fuerza naval española tras el desastre del 98. Aunque en esta ley todavía no se asumen los submarinos, supuso un primer impulso para que seis años más tarde, en 1914 se empezase a hablar más seriamente sobre la inclusión de submarinos nuevos en la armada española, al año siguiente fue aprobada esta iniciativa gracias a la eficacia que demostraban los u-boat alemanes en el mar del Norte.
El 15 de febrero de 1915 la "Ley Miranda" refrendada por el rey Alfonso XIII autorizaba la construcción de 28 submarinos españoles, lo que se considera a día de hoy el nacimiento formal de la Escuela de Submarinos de España.
La base en Cartagena se creó utilizando el antiguo edificio de la sala de gálibos del Arsenal Militar. Edificio que databa del año 1755.
El número de submarinos máximos con los que contó España antes de la guerra civil fue de 16 unidades (algo lejos de las 28 planeadas, además de que se construyeron más en el extranjero que las permitidas por la ley). Durante la guerra la construcción se detuvo y se perdieron varias unidades.
No sería hasta el 8 de agosto de 1939 que no se retomaría un nuevo plan en referencia a los submarinos. El nuevo plan de es fecha previo la construcción de nada menos que 50 submarinos, cifra que jamás se alcanzó debido al estallido de la Segunda Guerra Mundial y el posterior aislamiento económico de España.
Durante el resto del siglo XX la armada española se dedicaría a crear varias unidades de submarinos más, intentado estar en la línea de la modernidad en cuanto a la tecnología usada en los mismos.
Desde el comienzo del siglo XXI se han dado de baja tres unidades y se están construyendo los nuevos S-80.

## Función y finalidad
La función de la Escuela de Submarinos es la de formar a los nuevos submarinistas, mediante los cursos de Especialidad de Submarinos para Oficiales, Aptitud de Submarinos para Suboficiales, Aptitud de Submarinos para Cabos Primeros y Aptitud Elemental para Cabos y Marineros, además del mantenimiento del adiestramiento de las tripulaciones con prácticas en simuladores.

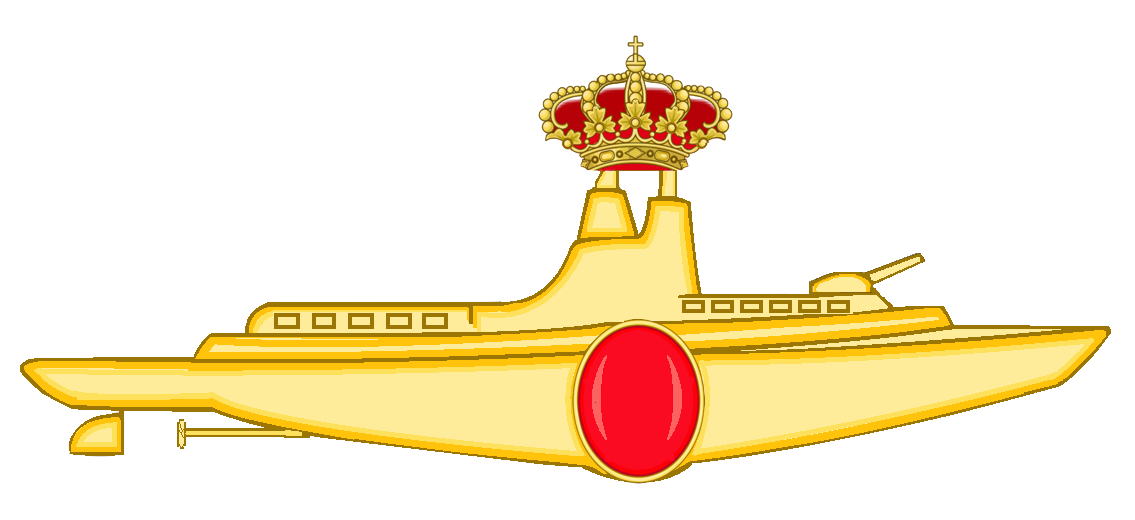
Distintivo de especialidad.
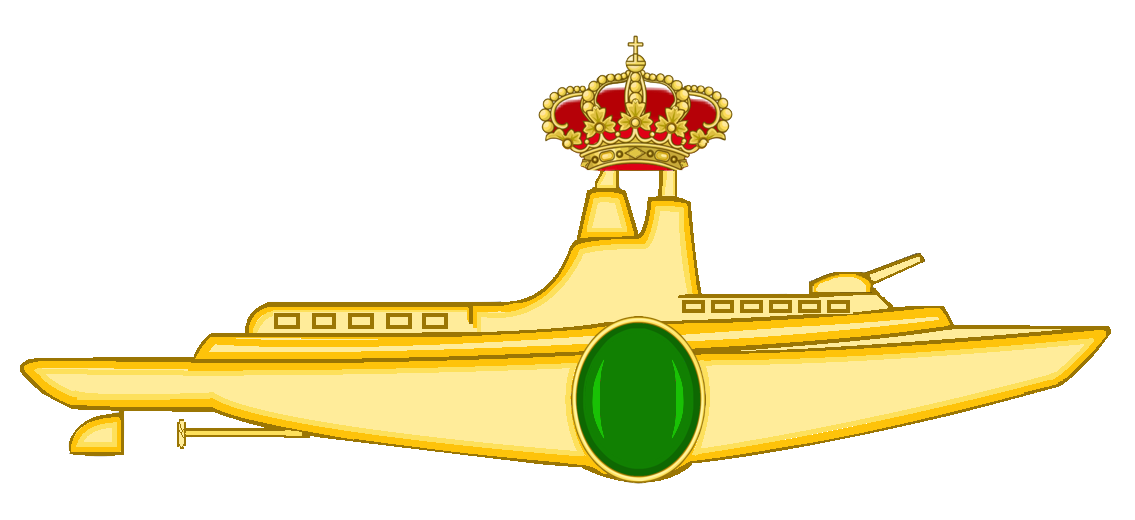
Distintivo de aptitud.